# ميثانية رزمية أليفة الحرارة
ميثانية رزمية أليفة الحرارة (الاسم العلمي:Methanosarcina thermophila) هي نوع من العتائق تتبع جنس الميثانية الرزمية من فصيلة الميثاناوية الرزمية     .	